# Borys (Szypulin)
Borys, imię świeckie: Władimir Pawłowicz Szypulin, (ur. 15 grudnia?/27 grudnia 1876 w Wielsku, zm. 23 lutego 1938 w Taszkencie) – rosyjski biskup prawosławny.

## Życiorys
W 1896 ukończył seminarium duchowne w Wołogdzie, zaś w 1900 uzyskał tytuł kandydata nauk teologicznych w Moskiewskiej Akademii Duchownej. W tym samym roku złożył wieczyste śluby mnisze. 14 stycznia 1901 został wyświęcony na hierodiakona, zaś 31 marca 1901 - na hieromnicha. Od 1902 był inspektorem seminarium duchownego w Kursku, zaś w 1904 otrzymał godność archimandryty, obejmując równocześnie obowiązki rektora seminarium duchownego w Pskowie. Funkcję tę pełnił przez rok, gdyż w 1905 został wyznaczony na proboszcza cerkwi Dwunastu Apostołów w Moskwie. Od 1906 do 1909 był przełożonym Monasteru Nowospasskiego, zaś od 1909 do 1912 kierował jako rektor moskiewskim seminarium duchownym.
24 czerwca 1912 w soborze Chrystusa Zbawiciela w Moskwie miała miejsce jego chirotonia na biskupa winnickiego, wikariusza eparchii podolskiej. Głównym konsekratorem był metropolita moskiewski Włodzimierz. W 1914 biskup Borys otrzymał tytuł biskupa bałckiego, pozostając biskupem pomocniczym eparchii podolskiej, zaś w 1915 został przeniesiony do eparchii kazańskiej, ponownie jako wikariusz, z tytułem biskupa czeboksarskiego.
Brał udział w Soborze Lokalnym Rosyjskiego Kościoła Prawosławnego w latach 1917-1918. Po zakończeniu jego obrad udał się ponownie do Kazania, skąd wycofał się w 1918 razem z ostatnimi grupami żołnierzy Korpusu Czechosłowackiego. do eparchii irkuckiej i angarskiej, gdyż z tytułem biskupa kirieńskiego miał objął zadania jej biskupa pomocniczego. Ponadto od 1919 do 1921 był locum tenens eparchii permskiej, przejmując zarząd parafii położonych na obszarach kontrolowanych przez oddziały adm. Kołczaka. Od 1921 był ordynariuszem eparchii ufijskiej. W 1922 został aresztowany w Ufie i przebywał w więzieniu do roku następnego: skazany początkowo na siedem lat pozbawienia wolności za czynne popieranie wojsk Kołczaka, został przedterminowo zwolniony. W 1924 został zmuszony do wyjazdu z Ufy do Charkowa; w tym samym roku ogłosił swoje wypowiedzenie posłuszeństwa patriarsze Tichonowi, które jednak szybko odwołał.
W 1927 otrzymał godność arcybiskupa; we wrześniu tego samego roku objął zarząd eparchii tulskiej, jednak jeszcze w 1927 został po raz kolejny uwięziony i oskarżony o "udział w grupie cerkiewno-monarchistycznej kierowanej przez biskupa Bazylego (Zielencowa)" oraz o to, iż w swoich kazaniach krytykował prześladowania religijne prowadzone przez władze ZSRR, jak również modlił się publicznie za dusze Aleksandra Kołczaka oraz cara Mikołaja II i jego żony. Przez rok przebywał w łagrze w dawnym Monasterze Sołowieckim, następnie na przymusowym osiedleniu w obwodzie wołogodzkim. 21 maja 1935 objął zarząd eparchii tomskiej, jednak już 9 czerwca tego samego roku został zdjęty z katedry. W roku następnym wyznaczony na biskupa taszkenckiego.
W 1937 został po raz kolejny aresztowany. W śledztwie przyznał się do stawianych mu zarzutów prowadzenia agitacji antyradzieckiej w ramach założonej przez siebie organizacji oraz rozprowadzania fałszywych informacji o sytuacji ekonomicznej kraju, jak również podpisał przedstawione mu oświadczenia oskarżające o analogiczną działalność kontrrewolucyjną biskupa Łukasza (Wojno-Jasienieckiego). W tym samym roku został skazany na śmierć i w 1938 rozstrzelany.
Jego brat Siergiej również był duchownym prawosławnym, służył w Charkowie. Padł ofiarą czystek okresu Wielkiego Terroru.